# سرینا ورگانو
سرینا ورگانو (ایتالیایی: Serena Vergano؛ زادهٔ ۲۵ اوت ۱۹۴۳) بازیگر اهل ایتالیا است.
از فیلم‌هایی که وی در آن نقش داشته‌است، می‌توان به ژوستین و مصائب پاکدامنی، زندگی خشن و خاطرات خانواده اشاره کرد.